# Madeleine de Souvré
Madeleine de Souvré, marquesa de Sablé (1599-16 de enero de 1678) fue una escritora francesa y salonniére.

## Biografía
Hija de Gilles de Souvré, marqués de Courtanvaux, barón de Lezines, mariscal de Francia y preceptor de Luis XIII, y su esposa Françoise de Bailleul, baronesa de Messei, Madeleine de Sablé se casó en 1614 con Philippe Emmanuel de Laval, marqués de Sablé, que murió en 1640, dejándola en una situación financiera bastante precaria. Junto a su amiga la condesa de Saint Maur, se estableció en la Place Royale de París, donde abrió un salón literario donde nacerá el género literario de las máximas, como las de La Rochefoucauld. En 1655, se retira, junto a la condesa de Saint Maur, al convento de Port-Royal des Champs, cerca de Marly. En 1669, se estableció en el convento de Port-Royal de París hasta su muerte.
Aunque no fueron publicadas hasta después de su fallecimiento, las Máximas de la marquesa de Sablé fueron compuestas antes de las de La Rochefoucauld.

## Obras
- Maximes de Mme de Sablé (1678), Éd. Damase Jouaust, Paris, Librairie des bibliophiles, 1870
- Édition critique des Maximes et du traité De l'amitié de la marquise de Sablé, par Victor Flori, éditions du Livre unique, 2009.